# Bunsenscher Absorptionskoeffizient
Der Bunsensche Absorptionskoeffizient, auch Bunsenkoeffizient oder Bunsen-Absorptionskoeffizient (Formelzeichen: {\displaystyle \alpha } oder {\displaystyle \alpha _{V}}), ist eine nach dem Chemiker Robert Wilhelm Bunsen benannte Kennzahl mit der Einheit Eins der physikalischen Chemie. Sie gibt an, welches Volumen VG eines Gases bei einem mit dem Normdruck übereinstimmenden Partialdruck im physikalischen Normzustand im Volumen VL eines anderen Stoffes absorbiert ist. Besondere Bedeutung hat der Bunsen-Koeffizient bei der Bestimmung des Gaslösevermögens von Flüssigkeiten in Abhängigkeit vom Betriebsdruck, zum Beispiel bei Fluiden in der Hydraulik.
Im Normzustand gilt:
{\displaystyle \alpha ={\frac {V_{G}}{V_{L}}}}
Bei vom Normdruck abweichendem Partialdruck gilt nach dem Dalton-Gesetz:
{\displaystyle V_{G}={V_{L}}\cdot {\frac {p}{p_{0}}}\cdot \alpha }
mit
- {\displaystyle V_{G}} – Volumen des gelösten Gases
- {\displaystyle V_{L}} – Volumen der Lösung
- {\displaystyle p_{0}} – atmosphärischer Druck (Normdruck)
- {\displaystyle p} – absoluter Druck (vom Normdruck abweichender Partialdruck)

| Flüssigkeit              | Bunsenkoeffizient |
| ------------------------ | ----------------- |
| Wasser                   | 2 %               |
| Mineralöl                | 8–10 %            |
| Polyglykol-Wasser-Lösung | 3–4 %             |
| Phosphorsäureester       | 8–9 %             |
| Chloraromate             | 8–9 %             |